# シルクロード (世界遺産)

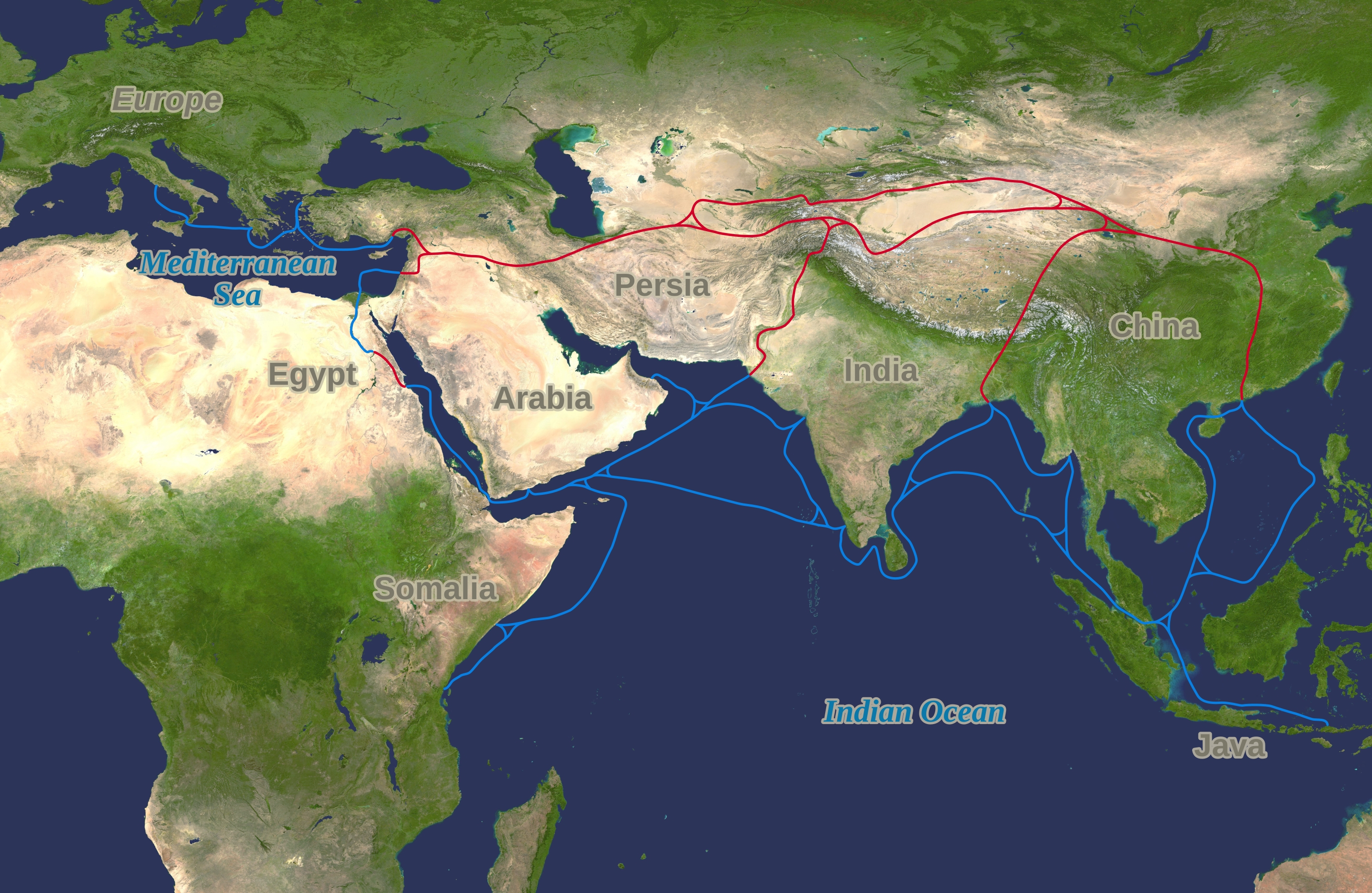
シルクロード。実際に世界遺産リストに登録されているのは、まだごく一部である。

この記事では、世界遺産としてのシルクロードについて扱う。
ユーラシア大陸の東西交流史において重要な役割を果たしたシルクロードは、その歴史的意義からUNESCOの世界遺産リストへの登録が目指されている。第1号として中華人民共和国（中国）、カザフスタン、キルギスの関連遺跡など計33件が2014年に「シルクロード:長安-天山回廊の交易路網」の名で登録され、第2号としてタジキスタン、ウズベキスタン、トルクメニスタンの関連遺跡など計34件が2023年に「シルクロード:ザラフシャン＝カラクム回廊」の名で登録された。

## 登録経緯

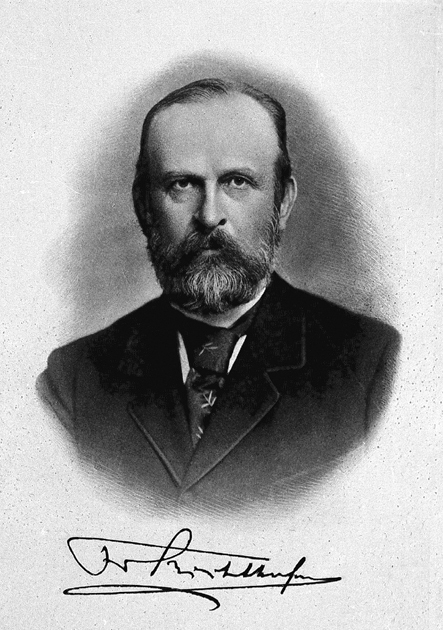
フェルディナント・フォン・リヒトホーフェン

シルクロードという名称は、ドイツの地理学者フェルディナント・フォン・リヒトホーフェンがその著書『中国』第1巻（1877年）で、東西交流における絹の重要性を指摘するとともに、中国からインドへと至る中央アジアの交易路を「絹の道」（ドイツ語で「ザイデンシュトラーセン」）と命名したことによって誕生した。この概念を拡張したのがアルベルト・ヘルマンで、著書『中国とシリア間の古代シルクロード』（1910年）はその題名が示すように、「絹の道」をシリアへと拡張するものであった。その後も調査・研究の進展に伴い概念が拡張され、現在では北緯50度線付近のステップを横断する「ステップ路」、北緯40度線付近のオアシス群を辿る「オアシス路」、更には南方の海を利用する「南海路」の3つに大別されるようになっている。
こうしたシルクロード群について、1988年にUNESCOは「UNESCOシルクロード総合研究」というシンポジウムのシリーズを開始した。これはユーラシア大陸を横断した文化的伝播についての理解と文化財保護を促進するためのものであった。

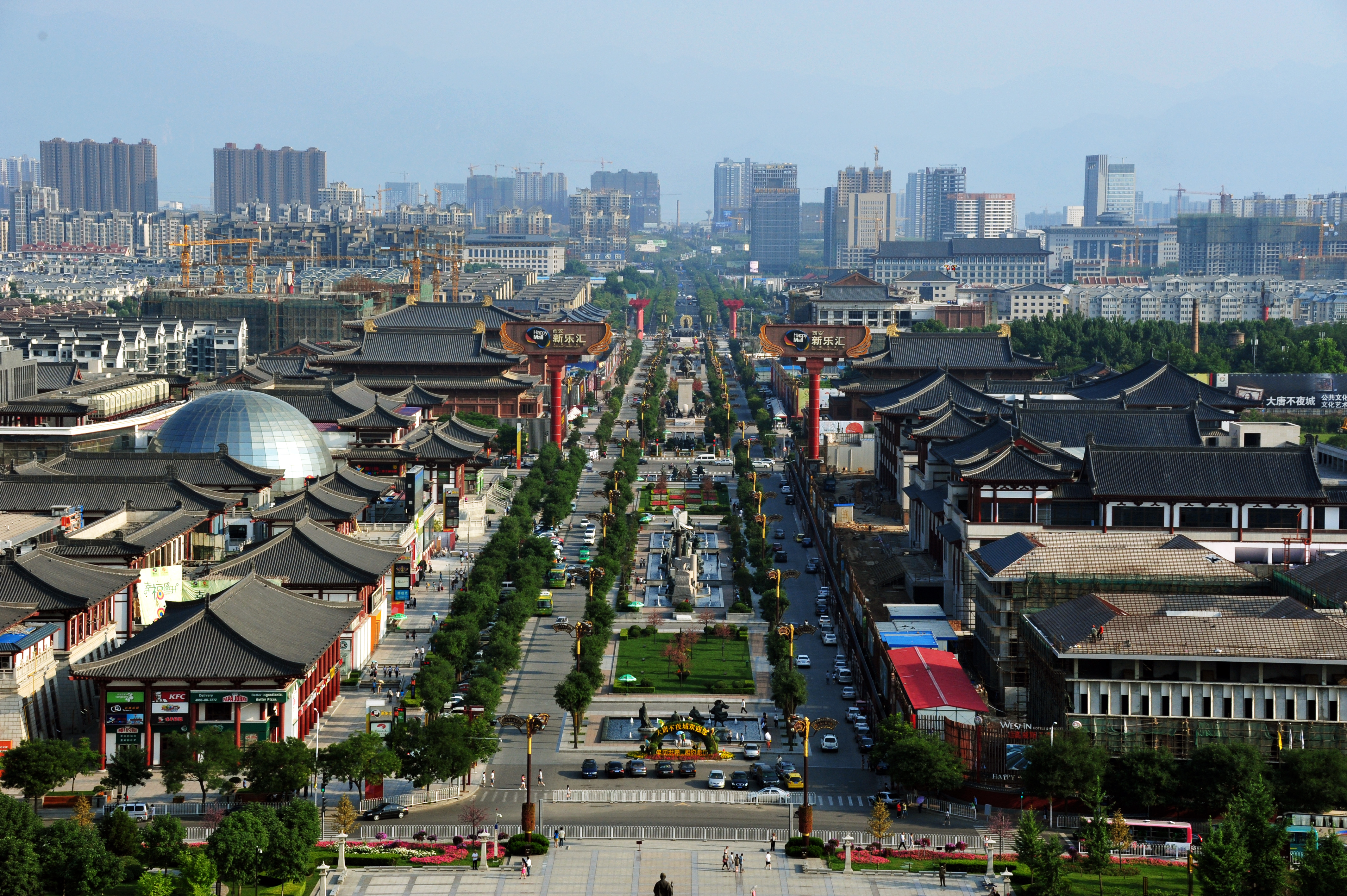
西安市の街並み

2002年11月17日から20日には西安市で「UNESCO国際学術シンポジウム」が開催された。この席上、UNESCOとともに主催者として名を連ねていた平山郁夫は、中国当局とともに、長安（現・西安）からローマに至るシルクロード全区間の世界遺産登録の構想を示した。この構想は、シンポジウムで採択された西安宣言とともに、UNESCO事務局長松浦晃一郎、国際連合事務総長コフィー・アナンに提出された提案書に盛り込まれた。
2006年8月に、UNESCOと中国の国家文物局は、新疆ウイグル自治区のトルファン市で開催された会議（トルファン会議）を共同で後援した。この会議では、シルクロード関連遺産の世界遺産リスト登録への申請の協力関係について話し合われた。この会議において、中国と中央アジア5か国（カザフスタン、キルギス、タジキスタン、ウズベキスタン、トルクメニスタン）は、2010年の共同推薦に向けて合意した。さらに、同年10月のサマルカンド会議でコンセプトペーパーの作成準備が提案され、翌年4月のドゥシャンベ会議で最初のコンセプトペーパーが採択された。このコンセプトペーパーは西安よりも西の地域を対象としていたが、シルクロードは日本などへの文化的伝播も視野に入りうる。そこで、山内和也、前田耕作ら日本の専門家がコンセプトペーパーの修正を提言し、同年10月の西安会議以降、日本も正式に参加していくこととなった。
2008年2月5日にはイランがホラーサーン地方のシルクロード関連遺産を世界遺産の暫定リストに記載し、翌月の28日には中国が48件の関連遺産を暫定リストに記載し、登録に向けた動きが具体化した。
2009年には「連続性のある文化遺産としてのシルクロード」第1回調整委員会が西安市にて開催された。これに続き、2010年には1月20日にインドが12件の構成資産を暫定リストに記載し、2月19日にはキルギスが6件の構成資産を、ウズベキスタンが18件の構成資産をそれぞれ暫定リストに記載し、3月1日にはトルクメニスタンがシルクロードの11区間の29遺跡を暫定リストに記載した。
2011年の第2回調整委員会（アシガバード）では、前出の中国と中央アジア5か国に加え、アフガニスタン、ネパール、インド、イラン、大韓民国、日本が参加したが、この席では最優先すべき推薦は中国と中央アジア5か国によることが確認された。
2011年末にUNESCOは、その広大さを理由に、登録申請を「回廊」(corridors)  ごとに分割してはどうかと提案した。 同年12月に中国、カザフスタン、キルギスは、中原から天山山脈を横断する回廊を共同推薦することに合意した。こうした実際の推薦に向けた動きの中、シルクロードの世界遺産登録と中央アジアへの経済的影響力の強化を結びつける中国は、推薦準備に遅れが見られたウズベキスタンとタジキスタンを排除したとされる。そのタジキスタンとウズベキスタンは別の回廊での推薦準備を行うこととなった。
2012年3月5日にはカザフスタンが暫定リストへの記載を行い、2013年1月に中国、カザフスタン、キルギスは長安-天山回廊を正式に推薦した。同じ月にタジキスタンとウズベキスタンもパンジケント-サマルカンド-ポイケント回廊の正式推薦に漕ぎつけた。それらは翌年の6月に開催された第38回世界遺産委員会で審議され、前者は正式登録を果たしたが、後者の登録は見送られた。正式登録を果たしたカザフスタンの代表は、その世界遺産委員会審議の場で、資金援助や人材育成に尽力してきた日本の名を挙げ、その協力への感謝を表明した。
長安-天山回廊に関する世界遺産委員会の決議では、いくつかの付帯条項が添えられ、保護・管理面の強化のほか、さらなる拡大登録の努力とそのためのシルクロード研究の深化などが挙げられた。実際、日本の専門家からは、中央アジア諸国の拡大登録の支援とともに、日本の文化財の拡大登録を目指すべきという声も聞かれた。
タジキスタン、ウズベキスタンの関連遺跡は、トルクメニスタンも加えた3国で、シルクロード:ザラフシャン＝カラクム回廊として、2023年の第45回世界遺産委員会にて正式登録を果たした。
以下では、第一号として登録された長安-天山回廊と、今後登録を目指している暫定リスト記載物件群について個別に説明する。

## シルクロード:長安-天山回廊の交易路網
シルクロード:長安-天山回廊の交易路網（シルクロード:ちょうあん-てんざんかいろうのこうえきろもう）は、2014年の第38回世界遺産委員会でUNESCOの世界遺産リストに登録された文化遺産の一つであり、ユーラシア大陸の東西交流史において重要な位置を占めたシルクロードの遺跡群のうち、中華人民共和国（中国）、カザフスタン、キルギスの3か国33資産で構成されている。

### 推薦と登録
前述の通り、中国がシルクロードを暫定リストに記載したのは2008年3月28日のことだった。その時の名称は「前漢時代から清代までのシルクロードの中国部分、すなわち河南省・陝西省・甘粛省・青海省・寧夏回族自治区・新疆ウイグル自治区の陸路、および浙江省寧波市・福建省泉州市の海路」(Chinese Section of the Silk Road : Land routes in Henan Province, Shaanxi Province, Gansu Province, Qinghai Province, Ningxia Hui Autonomous Region, and Xinjiang Uygur Autonomous Region ; Sea Routes in Ningbo City, Zhejiang Province and Quanzhou City, Fujian Province - from Western-Han Dynasty to Qing Dynasty) であった。キルギスは2010年2月19日に「キルギスのシルクロード遺跡群」(Silk Roads Sites in Kyrgyzstan) という名称で暫定リスト記載を行い、カザフスタンは2012年3月5日に「シルクロード」(Silk Road) という名称で暫定リスト記載を行なった。2013年1月28日に中国、カザフスタン、キルギスの3か国によって推薦され、書類はキルギスによって正式に提出された 。世界遺産委員会への文化遺産の推薦は各国1件以内と決められており、中国は同じ年に大運河を推薦していたためである。
ここに含まれるのは中国22件、カザフスタン8件、キルギス3件の構成資産である。中国はもともと48件の構成資産を暫定リストに記載していたので、かなり絞り込んだことになる。その結果、寧夏回族自治区の遺跡群や南海路（海のシルクロード）関連の遺跡群などが除外された。中国当局は、そこで除外された物件の将来的な推薦に含みを持たせている。
正式推薦時の名称は「シルクロード : シルクロードの最初の区間、天山回廊の交易路網」(Silk Roads: Initial Section of the Silk Roads, the Routes Network of Tian-shan Corridor) であった。この推薦を受けた世界遺産委員会の諮問機関である国際記念物遺跡会議 (ICOMOS) は、現地調査も踏まえて「登録」を勧告したが、名称についてはもっと短縮すべきことを付記し、一案として「シルクロード:天山回廊の交易路網」(Silk Roads: the Routes Network of Tian-shan Corridor) を挙げた。
この勧告の通りに名称の調整が行われたものの、構成資産などは何の変更もなく、勧告通りに登録が認められた。審議に際して委員国のうち、トルコは自国の暫定リスト記載物件にもシルクロード関連の物件が含まれること を挙げつつ、将来的にシルクロード登録の国際協力の流れに加わりたいという意志を表明した。
中国の世界遺産は、同年に登録された大運河とも合わせて47件になったが、他国と共有する「国境を越える世界遺産」はこれが初めてであった。カザフスタンにとってはこれが4件目、キルギスにとっては2件目の世界遺産だが、いずれにとっても「国境を越える世界遺産」は初であった（そもそもこれ以前のアジアの「国境を越える世界遺産」はモンゴルとロシアの世界自然遺産「ウヴス・ヌール盆地」のみ）。
国境を越える道の世界遺産としては、すでにレーティッシュ鉄道アルブラ線・ベルニナ線と周辺の景観（スイス・イタリア、2008年登録）が存在したが、その総延長はアルブラ線、ベルニナ線を合わせても約128 kmである。また、長安-天山回廊と同じ年には南米6か国の道の遺産「カパック・ニャン」が登録されたが、こちらの総延長は697.45 kmである。それらに対し、長安-天山回廊の登録された総延長は8,700 kmに及ぶ。これは世界文化遺産の規模としては過去最大級と言われる。
なお、世界遺産登録を成功させた中国では、その前年にあたる2013年9月に中国共産党総書記の習近平が「シルクロード経済ベルト構想」（一帯一路）を打ち出している。上海協力機構加盟国でもある中央アジアへの経済的影響力の強化を目指すこの構想にとって、シルクロードの世界遺産登録は地域での求心力を高めることとも結び付けられているという指摘もある。

### 登録名
世界遺産としての正式登録名は、Silk Roads: the Routes Network of Chang'an-Tianshan Corridor （英語）、Routes de la soie : le réseau de routes du corridor de Chang’an-Tian-shan （フランス語）である。その日本語訳は資料によって以下のような違いがある。
- 「シルクロード:長安-天山回廊の交易路網」 - 日本ユネスコ協会連盟ほか[26][27]
- 「シルク・ロード：その始まりの区間と天山回廊の交易網」 - 世界遺産検定事務局[28]
- 「シルクロード（長安-天山回廊の交易網）」 - 谷治正孝[29]
- 「シルクロード:長安-天山回廊の道路網」 - 西和彦[30]
- 「シルクロード:長安・天山回廊の道路網」 - 古田陽久・古田真美[31]

### 構成資産
世界遺産登録物件は中国22件、カザフスタン8件、キルギス3件の計33件で構成されており、それらを相互に繋いでいる交易路についても、主要な路線は登録されている。それは内容からは「中心都市」（Sites of Central Towns, 11件）、「交易拠点」（Sites of Trading Settlements, 6件）、「交通および防衛施設」（Sites of Transportation and Defense Facilities, 7件）、「宗教施設」（Religious Sites, 8件）、「関連遺跡」（Associated Sites, 1件）の5種に分類され、地域的には「中原地区」（Central China, 12件）、「河西回廊地区」（Hosi Corridor, 3件）、「天山南路・天山北路地区」（North and South Tian-shan Mountains, 6件）、「ジェティ・ス地区」（Zhetysu Region, 11件）の4地区に分類されている。
以下地区ごとに概説するが、太字は世界遺産構成資産を示す。

#### 中原地区
中原地区は「紀元前2世紀から10世紀の皇帝の権力」 を伝える遺跡をはじめ、仏教文化の伝播や旅人の安全に関する遺跡などが含まれている。

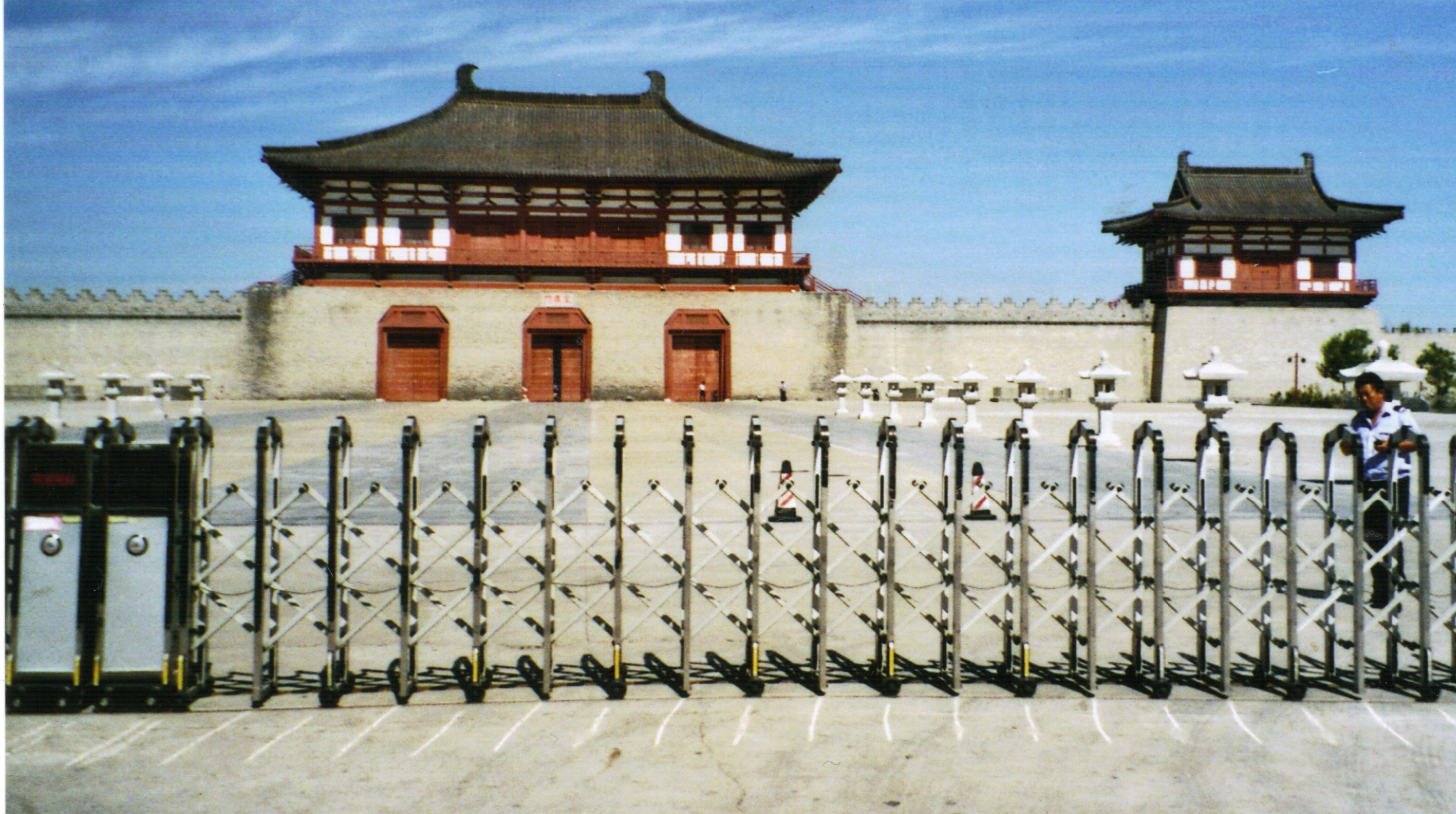
隋唐洛陽城定鼎門

皇帝の権力を示すのは長安（現西安市）の時代ごとの栄華を伝える前漢長安城未央宮遺跡（ぜんかんちょうあんじょうびおうきゅういせき）と唐長安城大明宮（とうちょうあんじょうだいみんぐう） および洛陽の栄華を示す後漢北魏洛陽城（ごかんほくぎらくようじょう）と隋唐洛陽城定鼎門（ずいとうらくようじょうていていもん）である。シルクロードの起点の一つとしてその名が挙がる長安に最初に都が置かれたのは前漢時代で、当時の遺跡は現在の西安の北西約7 kmに位置する。未央宮はその宮殿の遺跡で、敷地面積は4.8 km四方であった。大明宮は唐の時代に築かれた宮殿で、長安城の宮殿の中でも大きさや荘厳さの点では一番とされる。現在は国家遺跡公園（国家遗址公园）として、かつての建物などが復元されている。
他方、洛陽も古来いくつもの王朝が都を置いた歴史ある都市で、シルクロードの東端として位置付けられる都市のひとつでもあり、シルクロードへ繋がる門であった定鼎門などが登録されている。また、西安・洛陽間には古代の重要な関所と道である新安県漢代函谷関（しんあんけんかんだいかんこくかん）と石壕地区崤函古道（せきごうちくこうかんこどう）が残る。

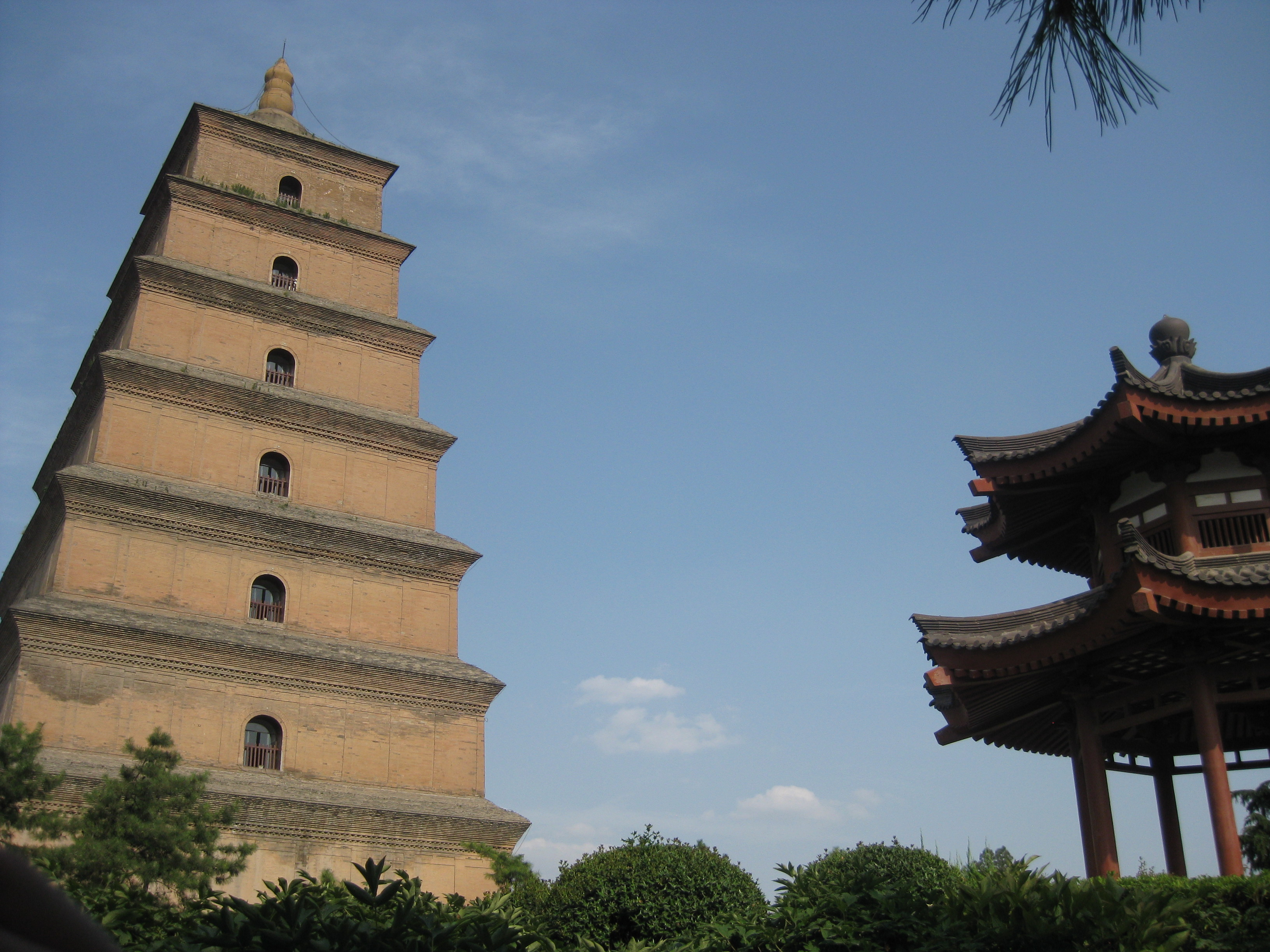
大雁塔

また、仏教文化を伝えるものとしては、西安市内の大雁塔（だいがんとう）と小雁塔（しょうがんとう）、興教寺塔（こうきょうじとう）などが残る。玄奘が持ち帰った経典を納めた大雁塔と義浄にゆかりのある小雁塔はともに唐の時代に建てられたもので、市街地に当時のまま残る唐代の建造物はこれらだけである。興教寺は長安区（旧長安県）にある玄奘ゆかりの寺で、世界遺産に登録されているのは玄奘とその高弟の舎利塔である。
西安から西には天水市近郊の麦積山石窟群（ばくせきざんせっくつぐん）、彬州市の彬県大仏寺石窟（ひんけんだいぶつじせっくつ）などの重要な石窟寺院群も残っている。なお、最終的な構成資産には含まれなかったが、ICOMOSの評価書では、中原地区に残る世界遺産である龍門石窟（2000年登録）も挙げられていた。
さらに、中原地区の陝西省漢中市城固県には、同地の出身とされる張騫の墓（張騫墓、ちょうけんぼ）が残る。張騫は紀元前139年頃に漢の武帝の命で西域に旅立った人物である。彼の目的は匈奴を牽制、挟撃するために、その向こう側に存在すると伝えられていた大月氏と同盟を結ぶことにあった。その任務自体には失敗したが、長い苦難を経て長安に戻った張騫がもたらした情報は、漢の本格的な西域進出の契機となった。この張騫の事績は世界史的意義を持つ出来事として、後述するように世界遺産登録理由とも深く結びついている。構成資産33件のうち、「関連遺跡」に分類されているのは、この張騫墓のみである。

#### 河西回廊地区
河西回廊はICOMOSの評価書では、「交易によって生み出された富を反映する、大規模で豊かな装飾の施された石窟寺院」、および防衛施設群など、安全な交易のためのインフラ群の存在を示すものと位置づけられていた。。

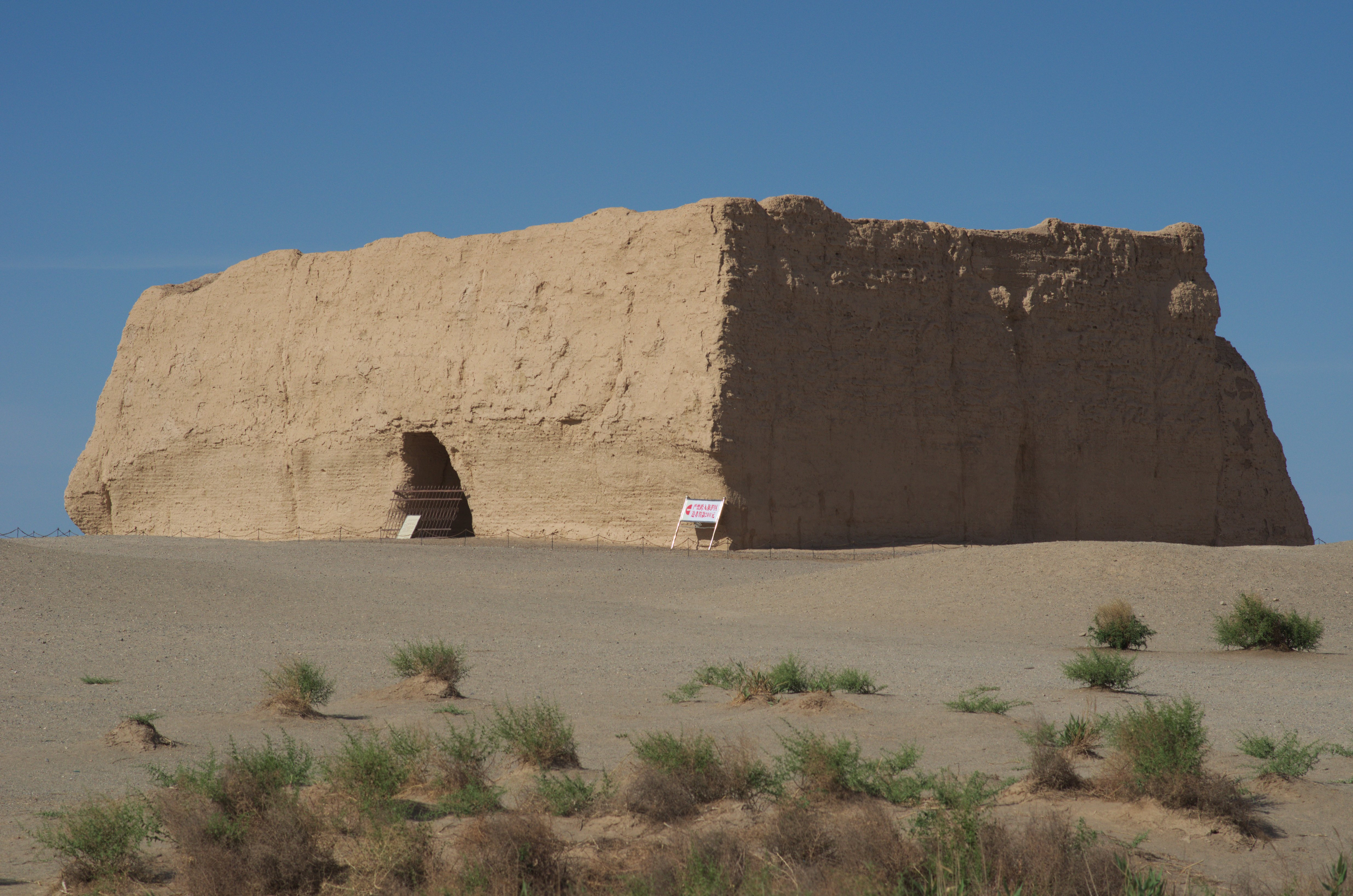
玉門関

その石窟寺院の例としては、唐代のものを中心に西秦から清の時代までの幅広い彫刻群が残る蘭州郊外の炳霊寺石窟寺院（へいれいじせっくつじいん） を挙げることができる。なお、ICOMOSの評価書では莫高窟（1987年登録の世界遺産）も挙げられていたが、実際の構成資産に重複して含まれることはなかった。
この地区に存在する残りの構成資産は、「交通および防衛施設」に分類される鎖陽城（さようじょう）、懸泉駅站（けんせんえきたん）、玉門関（ぎょくもんかん）の3件のみである。
鎖陽城は唐代の城郭遺跡で、現在は瓜州県の荒野に残るが、かつては交通の要衝にあたっていた。瓜州故城とも苦峪城とも呼ばれるが、鎖陽城の名は薛仁貴が籠城して兵糧が尽きた際に、鎖陽（漢方薬にも処方される植物）でしのいだという伝説に由来している。唐代の城郭構造を現代によく伝えている遺跡である。
玉門関は前漢の時代に築かれた関所で、一般に西の果てと認識された関所であった。その名はホータンの玉を運び込んだことからとされ、時代によって位置の移動があったとされる。現在知られる玉門関は小方盤城とも呼ばれ、これが古代の玉門関であったことは、1907年のオーレル・スタインの調査で明らかになった。懸泉駅站は物資の輸送や郵便の拠点だった遺跡である。

#### 天山南路・天山北路地区
天山南路・天山北路地区は交通の要衝にあった北庭故城（ほくていこじょう、バシュバリク）を含め、遊牧民の築いた都市国家やその地域への仏教伝播の様子を伝える遺跡などを擁している。

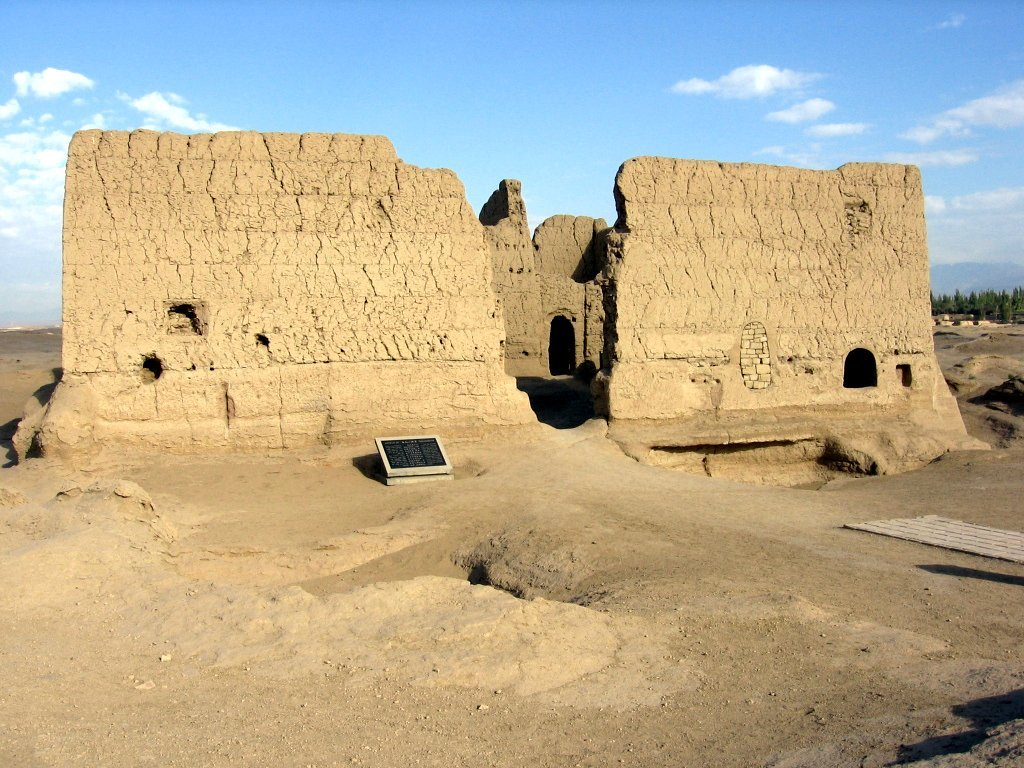
交河故城

この地区に含まれる「中心都市」は、北庭故城、高昌故城（こうしょうこじょう）、交河故城（こうがこじょう）の3件である。北庭故城は辺境防衛のために築かれたもので、702年に則天武后によって北庭都護府が置かれたが、吐蕃の攻撃などを受けて790年に陥落した。遺跡からは唐代の遺物が多く出土しているほか、天山ウイグル王国時代の北庭回鶻寺院の遺跡も含まれている。
高昌故城は5世紀末に開かれた漢民族の植民国家である麹氏高昌国の王城跡で、トルファン盆地に残る都市遺跡としては最大である。また、唐の時代には西州都護府、さらには西ウイグル王国の都城と、時代ごとに中心的な位置を占めた。ここには仏教、景教、マニ教など様々な宗教の遺跡も残る。
交河故城はその名の通り2つの河に挟まれた断崖の上に残る遺跡で、漢の時代には車師前国の都であった。現存する故城は唐代よりも後のものだが、版築を用いた都市遺跡として最古の部類に属している。城内はいくつもの地区に分かれ、官署区には安西都護府の遺構が含まれている。

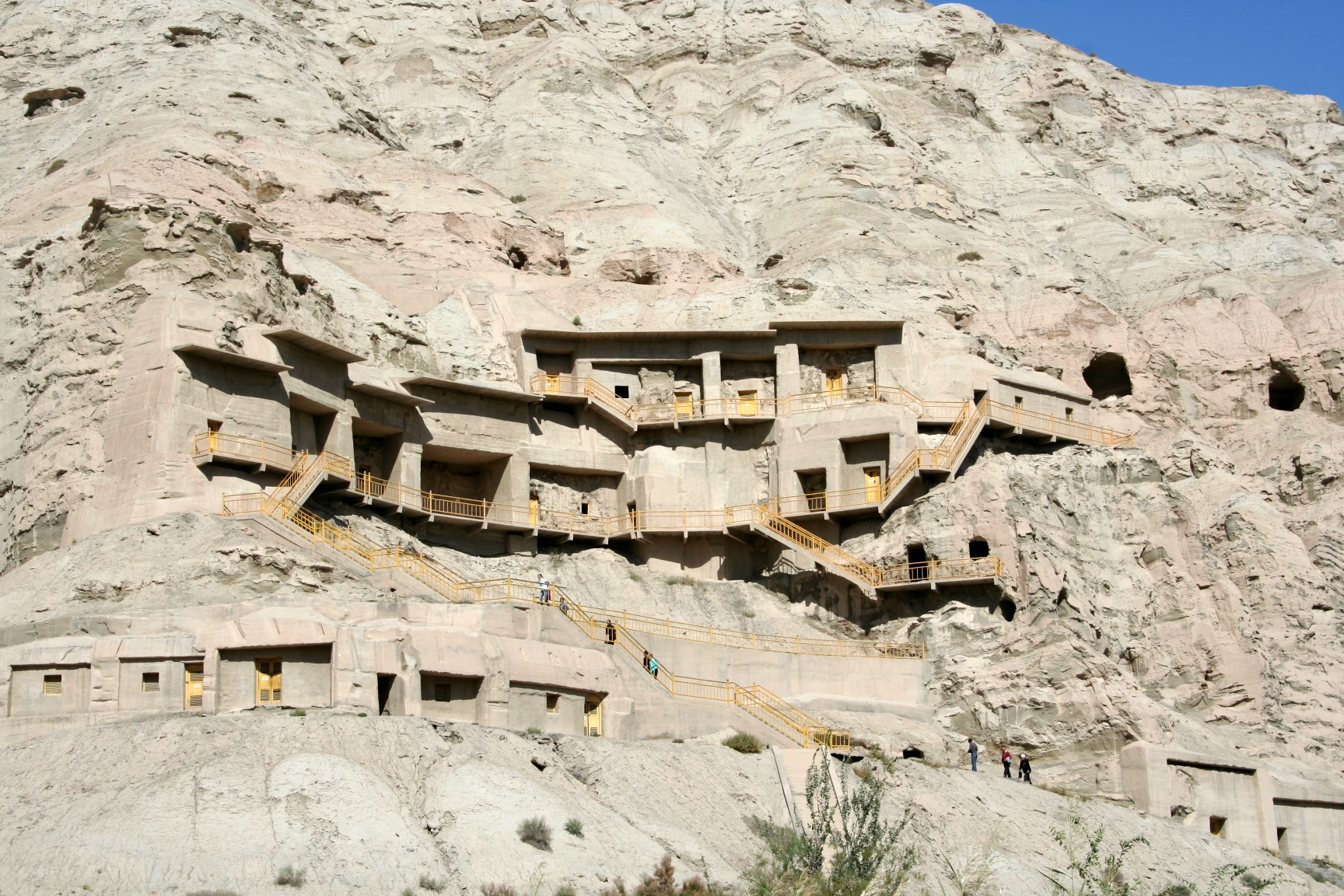
キジル石窟寺院

仏教伝播の様子を伝えるのはキジル石窟寺院とスバシ仏教寺院址で、前者は数多くの壁画が残る亀茲国の仏教遺跡で、その石窟の様式はインド・グプタ様式が直接伝わったものと推測され、のちに敦煌や雲岡石窟にも伝えられることとなった。後者は玄奘の『大唐西域記』でも讃えられている仏教寺院の遺跡で、亀茲国では最大だったとされている。
なお、キジル石窟寺院やスバシ故城を観光する際に最寄りとなる主要都市はクチャで、クチャ郊外にはキジルガハ烽火台 もある。これはその名の通り烽火に使われた土の塔で、高さは約13 mあり、新疆では最大とされる。

#### ジェティ・ス地区

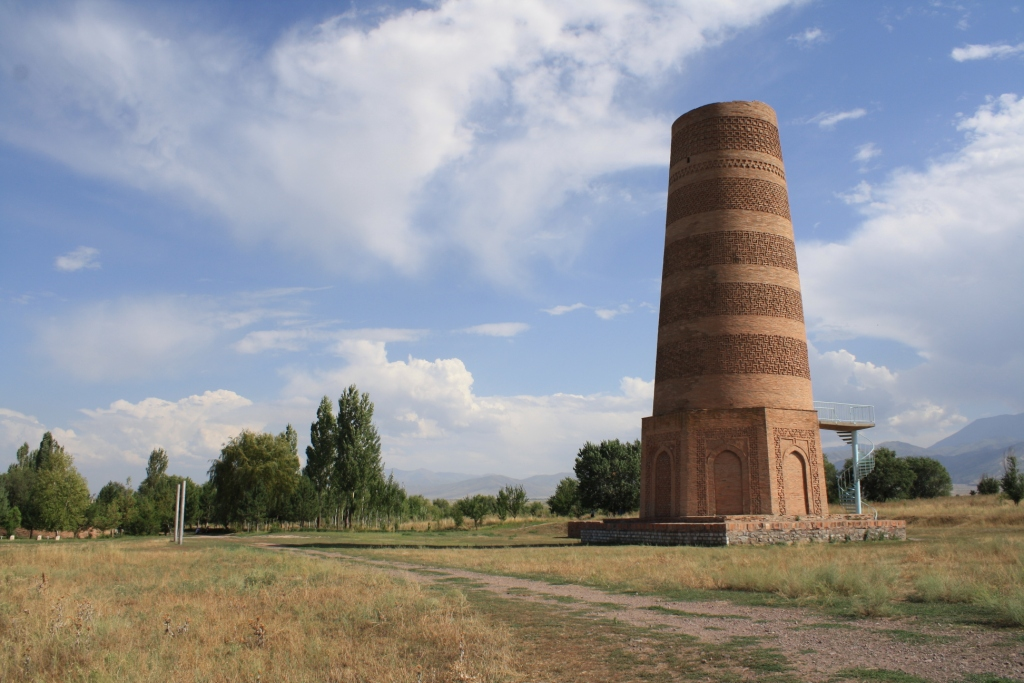
バラサグンのブラナの塔

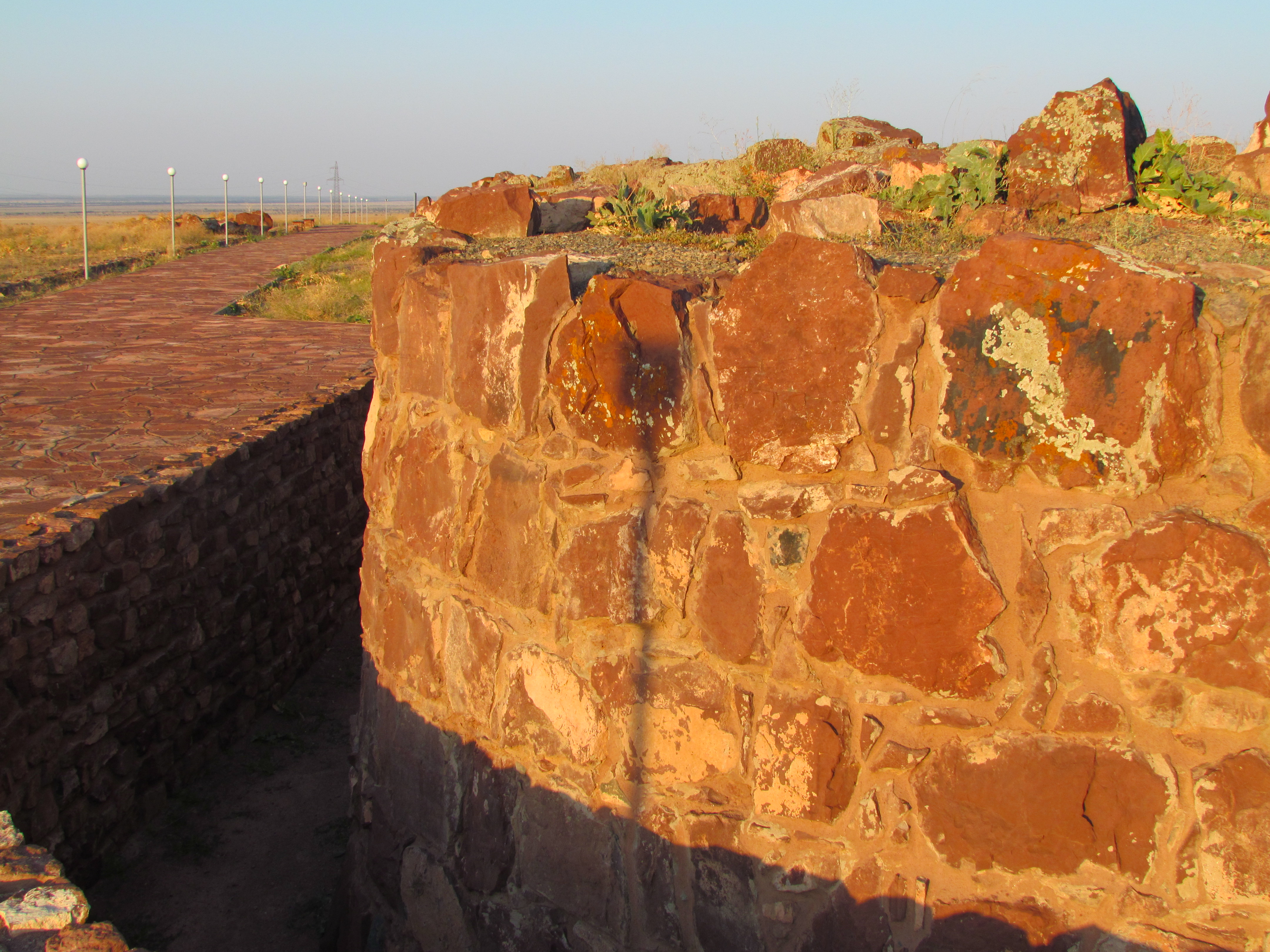
アクルタス

ジェティ・ス地区はイシク・クル周辺の肥沃な地域で、エフタル、カラキタイ、カラハン朝、カルルク、トゥルギシ、西突厥、楼蘭など、様々な民族が時代ごとに築いた諸国家の姿を伝える巨大な都市遺跡、および小規模な交易拠点（「交易拠点」に分類される遺跡はこの地区にしかない）などを対象としている。これらは規模の点で大きく異なるが、城壁に囲まれた集落という点で共通する。
「中心都市」に分類されているのは、碎葉城（アクベシム）、バラサグン（ブラナ）、ネヴァケト（クラスナヤ・レーチカ）、カヤリクの4件である。このうち、イリ渓谷最大の都市だったカヤリクがカザフスタンにあるのを除けば、いずれもキルギスにあり、キルギスの構成資産はこれらで全部である。
アクベシム遺跡はソグド人都市を前身とする、7世紀の都城遺跡である。当時この地を支配していたのは西突厥で、玄奘もこの地で西突厥の可汗を訪ねている。しかし、唐は7世紀半ばにこれを滅ぼし、碎葉城を置いたのである。バラサグンはカラハン朝の首都、ついで西遼の首都となった遺跡で、高さ24 m の円錐塔「ブラナの塔」が残る。クラスナヤ・レーチカはチュー渓谷、タラス渓谷を含むセミレチエ地方で最大とされる遺跡で、全体は21世紀初頭の時点でも発掘しきれていない。時期は7世紀から9世紀とされる。
「交易拠点」に分類されているのがこの地区のタルガル、アクトベ、クラン、オルネク、アクルタス、コストベで、「交易拠点」に分類される構成資産はこれで全てである。これらはいずれも、アルマトイからタラスにかけて点在しており、時期に若干の差はあるが、6世紀頃から13世紀頃にかけて交易によって繁栄していた。また、これらの都市遺跡には、仏教だけでなく、ネストリウス派キリスト教（景教）、ゾロアスター教（祆教）、マニ教（摩尼教）などの遺跡も含み、シルクロードを介した多彩な宗教の伝播の様子を伝えている。
この地区で唯一「交通および防衛施設」に分類されているのが、バルハシ湖近くの農耕集落であるカラメルゲンである。

#### 構成資産一覧表
ここまでで言及した物件も含め、以下に構成資産をすべて示す。
| 構成資産名                         | 英語名                                                             | 登録ID   | 推薦ID | 分類               | 地域                   | 所在地                      |
| ---------------------------------- | ------------------------------------------------------------------ | -------- | ------ | ------------------ | ---------------------- | --------------------------- |
| 前漢長安城未央宮遺跡               | Site of Weiyang Palace in Chang'an City of the Western Han Dynasty | 1442-001 | C01-CN | 中心都市           | 中原地区               | 中国 陝西省                 |
| 後漢北魏洛陽城                     | Site of Luoyang City from the Eastern Han to Northern Wei Dynasty  | 1442-002 | C02-CN | 中心都市           | 中原地区               | 中国 河南省                 |
| 唐長安城大明宮                     | Site of Daming Palace in Chang'an City of Tang Dynasty             | 1442-003 | C03-CN | 中心都市           | 中原地区               | 中国 陝西省                 |
| 隋唐洛陽城定鼎門                   | Dingding Gate, Luoyang City of the Sui and Tang Dynasty            | 1442-004 | C04-CN | 中心都市           | 中原地区               | 中国 河南省                 |
| 高昌故城                           | Site of Qocho City                                                 | 1442-005 | C05-CN | 中心都市           | 天山北路・天山南路地区 | 中国 新疆ウイグル自治区     |
| 交河故城                           | Site of Yar City                                                   | 1442-006 | C06-CN | 中心都市           | 天山北路・天山南路地区 | 中国 新疆ウイグル自治区     |
| 北庭故城                           | Site of Bashbaliq City                                             | 1442-007 | C07-CN | 中心都市           | 天山北路・天山南路地区 | 中国 新疆ウイグル自治区     |
| 碎葉城（アクベシム）               | City of Suyab (Site of Ak-Beshim)                                  | 1442-008 | C08-KG | 中心都市           | ジェティ・ス地区       | キルギス チュイ州           |
| バラサグン（ブラナ）               | City of Balasagun (Site of Burana)                                 | 1442-009 | C09-KG | 中心都市           | ジェティ・ス地区       | キルギス チュイ州           |
| ネヴァケト（クラスナヤ・レーチカ） | City of Nevaket (Site of Krasnaya Rechka)                          | 1442-010 | C10-KG | 中心都市           | ジェティ・ス地区       | キルギス チュイ州           |
| カヤリク                           | Site of Kayalyk                                                    | 1442-011 | C11-KZ | 中心都市           | ジェティ・ス地区       | カザフスタン アルマトイ州   |
| タルガル                           | Site of Talgar                                                     | 1442-012 | S01-KZ | 交易拠点           | ジェティ・ス地区       | カザフスタン アルマトイ州   |
| アクトベ                           | Site of Aktobe                                                     | 1442-013 | S02-KZ | 交易拠点           | ジェティ・ス地区       | カザフスタン ジャンブール州 |
| クラン                             | Site of Kulan                                                      | 1442-014 | S03-KZ | 交易拠点           | ジェティ・ス地区       | カザフスタン ジャンブール州 |
| オルネク                           | Site of Ornek                                                      | 1442-015 | S04-KZ | 交易拠点           | ジェティ・ス地区       | カザフスタン ジャンブール州 |
| アクルタス                         | Site of Akyrtas                                                    | 1442-016 | S05-KZ | 交易拠点           | ジェティ・ス地区       | カザフスタン ジャンブール州 |
| コストベ                           | Site of Kostobe                                                    | 1442-017 | S06-KZ | 交易拠点           | ジェティ・ス地区       | カザフスタン ジャンブール州 |
| 新安県漢代函谷関                   | Site of Han'gu Pass of Han Dynasty in Xin'an County                | 1442-018 | T01-CN | 交通および防衛施設 | 中原地区               | 中国 河南省                 |
| 石壕地区崤函古道                   | Site of Shihao Section of Xiaohan Ancient Route                    | 1442-019 | T02-CN | 交通および防衛施設 | 中原地区               | 中国 河南省                 |
| 鎖陽城                             | Site of Suoyang City                                               | 1442-020 | T03-CN | 交通および防衛施設 | 河西回廊地区           | 中国 甘粛省                 |
| 懸泉駅站                           | Site of Xuanquan Posthouse                                         | 1442-021 | T04-CN | 交通および防衛施設 | 河西回廊地区           | 中国 甘粛省                 |
| 玉門関                             | Site of Yumen Pass                                                 | 1442-022 | T05-CN | 交通および防衛施設 | 河西回廊地区           | 中国 甘粛省                 |
| キジルガハ烽火台                   | Kizilgaha Beacon Tower                                             | 1442-023 | T06-CN | 交通および防衛施設 | 天山南路・天山北路地区 | 中国 新疆ウイグル自治区     |
| カラメルゲン                       | Site of Karamergen                                                 | 1442-024 | T07-KZ | 交通および防衛施設 | ジェティ・ス地区       | カザフスタン アルマトイ州   |
| キジル石窟寺院                     | Kizil Cave-Temple Complex                                          | 1442-025 | R01-CN | 宗教施設           | 天山北路・天山南路地区 | 中国 新疆ウイグル自治区     |
| スバシ仏教寺院址                   | Subash Buddhist Ruins                                              | 1442-026 | R02-CN | 宗教施設           | 天山北路・天山南路地区 | 中国 新疆ウイグル自治区     |
| 炳霊寺石窟寺院                     | Bingling Cave-Temple Complex                                       | 1442-027 | R03-CN | 宗教施設           | 河西回廊地区           | 中国 甘粛省                 |
| 麦積山石窟群                       | Maijishan Cave-Temple Complex                                      | 1442-028 | R04-CN | 宗教施設           | 中原地区               | 中国 甘粛省                 |
| 彬県大仏寺石窟                     | Bin County Cave Temple                                             | 1442-029 | R05-CN | 宗教施設           | 中原地区               | 中国 陝西省                 |
| 大雁塔                             | Great Wild Goose Pagoda                                            | 1442-030 | R06-CN | 宗教施設           | 中原地区               | 中国 陝西省                 |
| 小雁塔                             | Small Wild Goose Pagoda                                            | 1442-031 | R07-CN | 宗教施設           | 中原地区               | 中国 陝西省                 |
| 興教寺塔                           | Xingjiaosi Pagoda                                                  | 1442-032 | R08-CN | 宗教施設           | 中原地区               | 中国 陝西省                 |
| 張騫墓                             | Tomb of Zhang Qian                                                 | 1442-033 | A01-CN | 関連遺跡           | 中原地区               | 中国 陝西省                 |

### 登録基準
この世界遺産は世界遺産登録基準のうち、以下の条件を満たし、登録された（以下の基準は世界遺産センター公表の登録基準からの翻訳、引用である）。
- (2) ある期間を通じてまたはある文化圏において、建築、技術、記念碑的芸術、都市計画、景観デザインの発展に関し、人類の価値の重要な交流を示すもの。

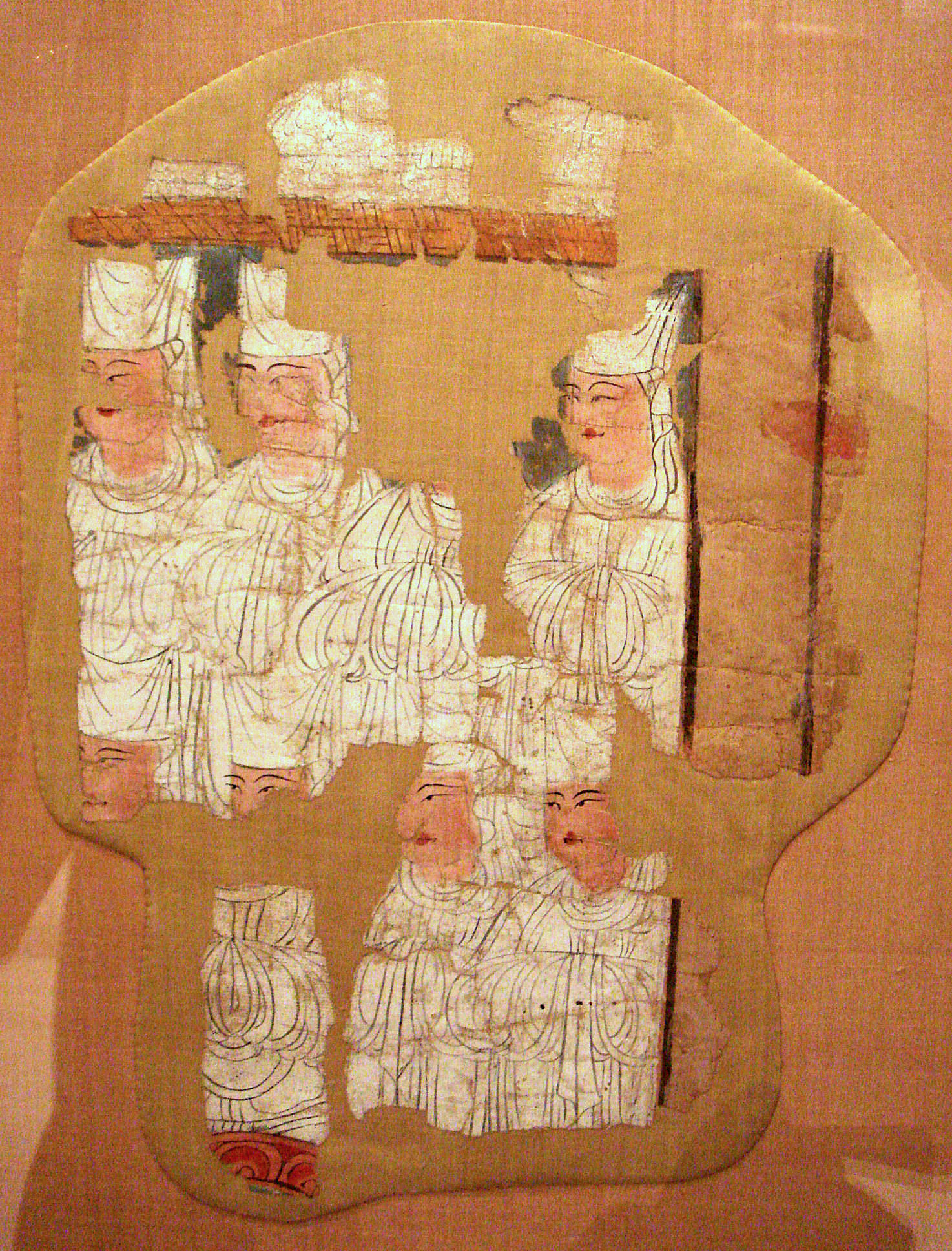
マニ教祭司の絵（高昌）

  - 世界遺産委員会は、この基準の適用理由について、この物件が「紀元前2世紀から16世紀までのユーラシア大陸において、多様な文化的地域、特に遊牧民的ステップと、定住した農耕 / オアシス / 牧畜の各文明との間で起きた広範な相互作用を明白に示している」[69]等と説明した。

- (3) 現存するまたは消滅した文化的伝統または文明の、唯一のまたは少なくとも稀な証拠。
  - 世界遺産委員会はこの適用理由を「長安-天山回廊は紀元前2世紀から16世紀におけるユーラシア大陸を横断する経済的・文化的な伝播・交流の伝統、および社会発展についての傑出した例証を示している」[69]等と説明した。

- (5) ある文化（または複数の文化）を代表する伝統的集落、あるいは陸上ないし海上利用の際立った例。もしくは特に不可逆的な変化の中で存続が危ぶまれている人と環境の関わりあいの際立った例。

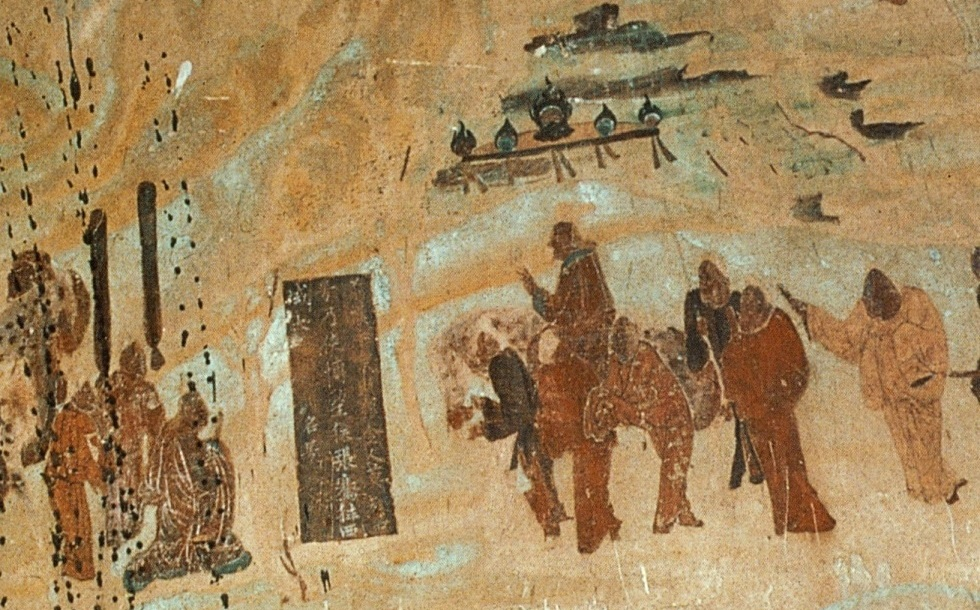
張騫の使節団（莫高窟）

  - 世界遺産委員会はこの基準の適用理由について、「長安-天山回廊はかなり大きな都市群の成長を促した。また、それは、住民、旅人および作物用の灌漑のために川、井戸、地下水路から採取された水の、精巧に高度化された管理システムに支えられたものであった」[69]と説明した。オアシス都市は自然の湧水に頼るもののほか、河川を水源とするオアシスや、地下水路を利用したカレーズを基盤とするオアシスが見られた[70]。中国のトルファン市周辺ではカレーズよりも自然河川に頼るオアシス都市が多かったのに対し、フェルガナ盆地周辺にはカレーズが多く見られるなど、オアシス都市の中でも河川の有無などの自然条件にあわせた違いが見られた[71]。

- (6) 顕著で普遍的な意義を有する出来事、現存する伝統、思想、信仰または芸術的、文学的作品と直接にまたは明白に関連するもの（この基準は他の基準と組み合わせて用いるのが望ましいと世界遺産委員会は考えている）。
  - 世界遺産委員会はこの基準の適用理由について、「長安-天山回廊は、ユーラシア大陸の文明および文化交流史上の画期的事件である張騫の西域への遣使と直接に結びついている」[69]ことや、仏教、景教、マニ教、ゾロアスター教、イスラームの伝播の上での意義を持っていることなどを指摘した[72]。

これらの適用基準は推薦国の申請が認められた形である。

## その他の暫定リスト記載物件
2023年の第45回世界遺産委員会終了時点で、「シルクロード」（Silk Road(s)） を登録名に含んでいて、なおかつ委員会にまだ推薦されたことのない暫定リスト記載物件には、以下の2件がある。
- インドのシルクロード遺跡群（Silk Road Sites in India, 2010年1月20日記載）
  - インドの世界遺産暫定リスト記載物件で、「ヴァイシャリの古代遺跡群」(Ruins of Ancient Vaishali)、「クシナガラの仏教遺跡群」(Buddhist Ruins of Kushinagar)、「シュラヴァーシュティ」(Sravasti) など、12件の構成資産を含んでいる[9]。
- 絹の道またはシルクロード（Silk Route (Also as Silk Road), 2008年2月5日記載）
  - イランの世界遺産暫定リスト記載物件で、ホラーサーン地方の遺跡を対象としている[8]。

## シルクロードに関連する世界遺産
2014年の「シルクロード:長安-天山回廊の交易路網」の登録以前から、シルクロードに関わる世界遺産は複数存在していた。しかし、シルクロード概念の広さから、何をもってシルクロード関連と見なすかには、さまざまな見解が存在しうる。そこでここでは、世界遺産登録物件のうち、世界遺産センターの公式ウェブサイト上で公表されている概要説明ないし登録基準適用理由説明の中に「シルクロード」（英語 : Silk Road(s) / Silk Route, フランス語 : Route de la soie）への直接的言及を含むもの、もしくはそれに準ずるもののみを挙げておく。
| 資産名                                 | 保有国           | 登録年 | 適用登録基準                 |
| -------------------------------------- | ---------------- | ------ | ---------------------------- |
| 莫高窟                                 | 中国             | 1987年 | (1), (2), (3), (4), (5), (6) |
| 峨眉山と楽山大仏                       | 中国             | 1996年 | (4), (6), (10)               |
| 龍門石窟                               | 中国             | 2000年 | (1), (2), (3)                |
| 国立歴史文化公園“古代メルフ”           | トルクメニスタン | 1999年 | (2), (3)                     |
| イチャン・カラ                         | ウズベキスタン   | 1990年 | (3), (4), (5)                |
| ブハラ歴史地区                         | ウズベキスタン   | 1993年 | (2), (4), (6)                |
| サマルカンド - 文化交差路              | ウズベキスタン   | 2001年 | (1), (2), (4)                |
| オルホン渓谷の文化的景観               | モンゴル         | 2004年 | (2), (3), (4)                |
| ルアン・パバンの町                     | ラオス           | 1995年 | (2), (4), (5)                |
| バーミヤン渓谷の文化的景観と古代遺跡群 | アフガニスタン   | 2003年 | (1), (2), (3), (4), (6)      |
| タキシラ                               | パキスタン       | 1980年 | (3), (6)                     |
| ハトラ                                 | イラク           | 1985年 | (2), (3), (4), (6)           |
| タブリーズの歴史的バザール複合体       | イラン           | 2010年 | (2), (3), (4)                |
| アニの考古遺跡                         | トルコ           | 2016年 | (2), (3), (4)                |

### 注釈

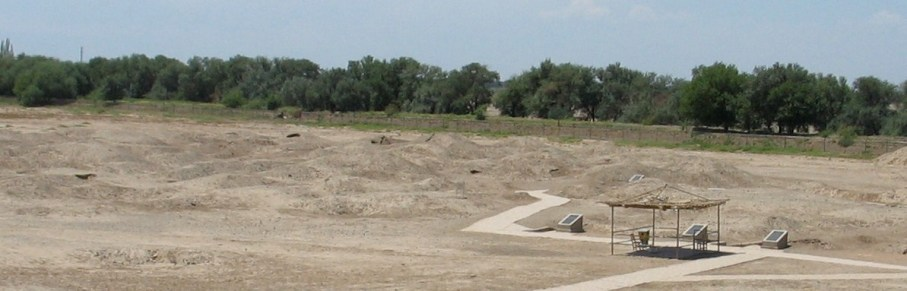
アスターナ古墓群

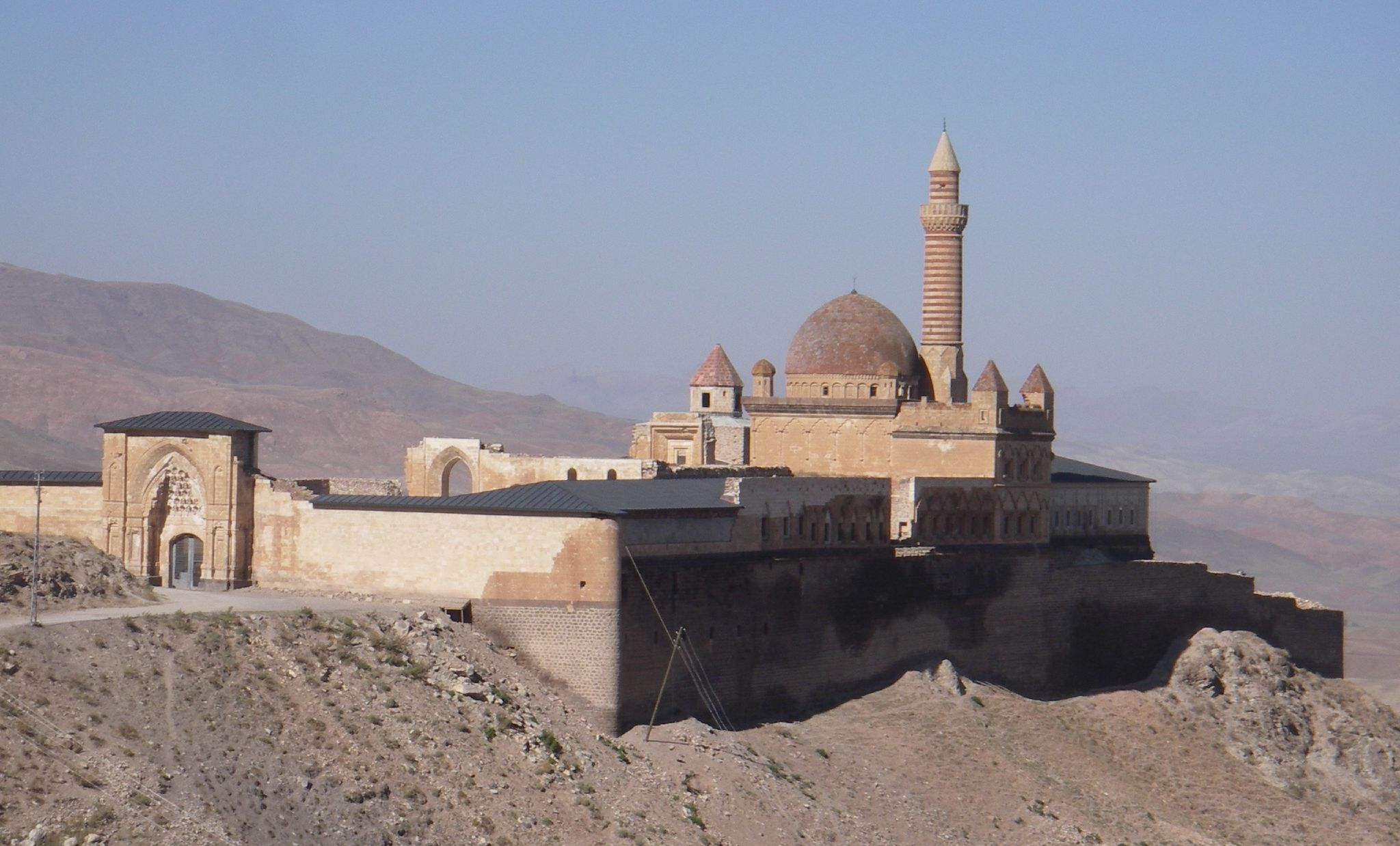
イサク・パシャ宮殿